# 2021年至2022年歐洲女子冠軍聯賽
2021–22年歐洲女子冠軍聯賽是歐洲女子足球俱樂部的第21個賽季，以及第13個歐洲女子冠軍聯賽賽季。
決賽將在意大利都靈尤文圖斯球場舉行。2021-22賽季歐洲冠軍聯賽的獲勝者將自動獲得2022–23年歐洲女子冠軍聯賽的小組賽的資格，這將是第二個以16支球隊為分組賽的賽季。

## 協會分配
- 協會1-6每個都有三支隊伍。
- 協會7–16每個都有兩支球隊參賽。
- 所有其他協會，如果它們進入，則每個都有一個小組資格。
- 如果2020–21年歐洲女子冠軍聯賽的獲勝者沒有通過國內聯賽獲得2021–22年度歐洲冠軍聯賽的參賽者的資格，則會獲得額外的參賽資格。